# Kyllenion - Ein Jahr in Arkadien
Kyllenion – Ein Jahr in Arkadien es una novela publicada en 1805 en Alemania por el Duque Augusto de Sajonia-Gotha-Altemburgo. Es notable por ser considerada «la novela más antigua de la que se tiene conocimiento centrada explícitamente en una relación amorosa entre dos hombres».
La obra se estructura como un conjunto de idilios, uno por cada mes del calendario ático, y se encuentra ambientada en la antigua Grecia. La trama presenta a varias parejas, incluida una homosexual, que se enamoran, superan obstáculos y viven felices para siempre. El movimiento romántico, que cobró impulso a fines del siglo XVIII, permitió la representación de hombres que «expresaran un profundo afecto mutuo», y el motivo de la antigua Grecia como «una utopía del amor entre hombres» resultaba una forma aceptable para reflejar esto, aunque algunos de los contemporáneos del Duque Augusto sintieron que sus personajes «traspasaron los límites del afecto varonil hacia un erotismo indecoroso».
La Biblioteca de la Universidad de Fráncfort en la Universidad Johann Wolfgang Goethe posee una copia original de Ein Jahr en Arkadien en su colección de Arthur Schopenhauer. El volumen cuenta con 124 páginas, con la palabra ΚΥΛΛΗΝΙΩΝ en alfabeto griego en la portada e ilustraciones en la tapa y contratapa. La novela ha sido traducida al inglés y al portugués.